# Phaenopsectra
Phaenopsectra is een muggengeslacht uit de familie van de Dansmuggen (Chironomidae).

## Soorten
- P. dyari (Townes, 1945)
- P. flavipes (Meigen, 1818)
- P. incomptus (Zetterstedt, 1838)
- P. mortensoni Grodhaus, 1987
- P. obediens (Johannsen, 1905)
- P. pilicellata Grodhaus, 1976
- P. profusus (Townes, 1945)
- P. punctipes (Wiedemann, 1817)
- P. vittatus (Townes, 1945)